# اشتباه (فیلم ۱۳۳۱)
اشتباه نام فیلمی است به کارگردانی منصور مبینی که محصول سال ۱۳۳۱ می‌باشد.

## خلاصه داستان
هایده برای اینکه مرد محبوبش نادر را متوجه خود سازد با نزدیک شدن به مردی دیگر سعی در تحریک حسادت می‌کند. نادر نیز اشتباه هایده را کامل‌تر کرده و از راه انتقام‌جویی دست به ازدواجی ناموفق می‌زند. ازدواجی که پایان آن به قتل همسر خیانتکارش می‌انجامد.